# Juha Reini
Juha Reini (ur. 19 marca 1975 w Kokkoli) – fiński piłkarz występujący na pozycji obrońcy.

## Kariera klubowa
Reini karierę rozpoczynał w sezonie 1995 w drugoligowym zespole KPV. W 1996 roku przeszedł do pierwszoligowego VPS. W sezonach 1997 oraz 1998 wywalczył z nim wicemistrzostwo Finlandii. W 1998 roku Reini został graczem belgijskiego KRC Genk. Jego barwy reprezentował przez cztery sezony. W tym czasie wraz z zespołem dwukrotnie zdobył mistrzostwo Belgii (1999, 2002), a także raz Puchar Belgii (2000).
W 2002 roku Reini odszedł do holenderskiego AZ Alkmaar. W Eredivisie zadebiutował 17 sierpnia 2002 w zremisowanym 3:3 meczu z sC Heerenveen. 22 sierpnia 2003 w wygranym 3:0 pojedynku z FC Twente strzelił swojego jedynego gola w Eredivisie. Przez cztery sezony w barwach AZ rozegrał 32 spotkania. W 2006 roku wrócił do KPV, nadal grającego w drugiej lidze. W tym samym roku zakończył karierę.

## Kariera reprezentacyjna
W reprezentacji Finlandii Reini zadebiutował 6 września 1997 w wygranym 2:1 meczu eliminacji Mistrzostw Świata 1998 ze Szwajcarią. W latach 1997–2004 w drużynie narodowej rozegrał 20 spotkań.